# Saratoga, California
Saratoga este un oraș cu 29.300 loc. (în 2004) situat în comitatul Santa Clara, California, statul federal California, SUA. Orașul se întinde pe suprafața de 31,4 km² și se află amplasat în partea de vest a văii Santa Clara Valley, din regiunea golfului San Francisco.

## Personalități marcante
- Vienna Teng - pianistă